# Uroplectes planimanus
Espèce
Synonymes
- Lepreus planimanus Karsch, 1879
- Lepreus lunulifer Simon, 1888

Uroplectes planimanus est une espèce de scorpions de la famille des Buthidae.

## Distribution
Cette espèce se rencontre en Namibie, en Angola, en Zambie, au Botswana, au Zimbabwe, au Mozambique et en Afrique du Sud.

## Description

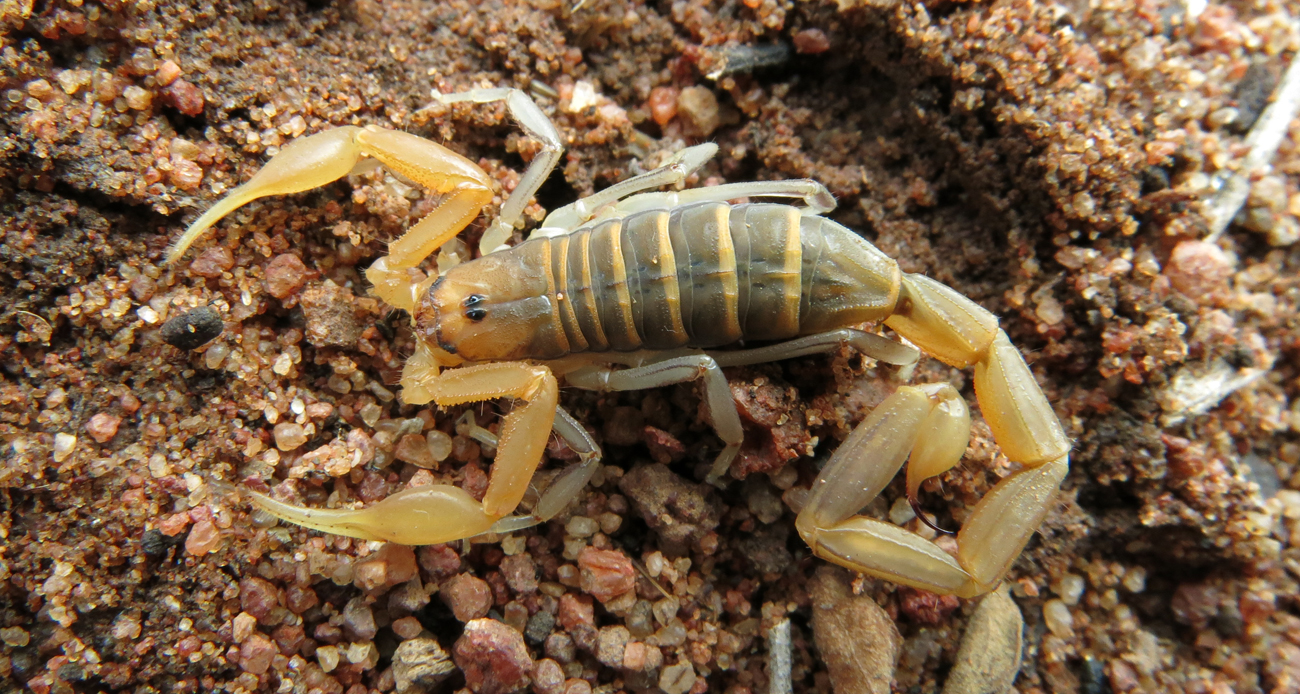
Uroplectes planimanus

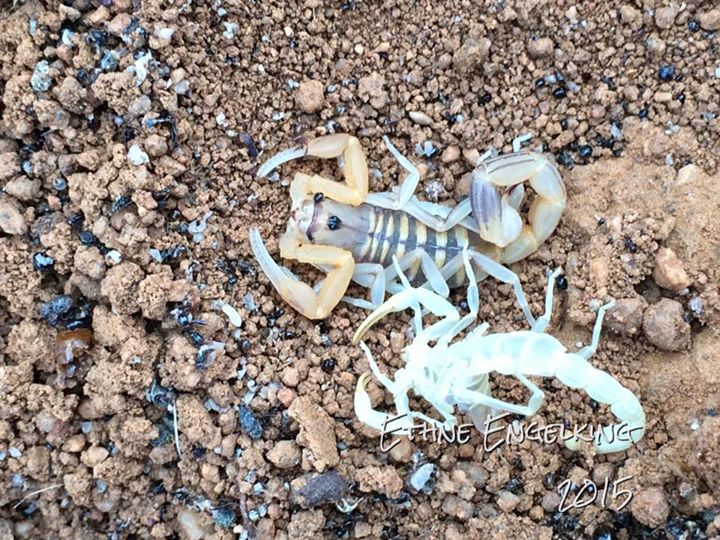
Uroplectes planimanus

Le tronc des syntypes mesure de 16 à 17 mm et la queue de 31 à 32 mm.

## Liste des sous-espèces
Selon The Scorpion Files (01/04/2021) :
- Uroplectes planimanus planimanus (Karsch, 1879)
- Uroplectes planimanus kuanyamarus Monard, 1937

## Systématique et taxinomie
Cette espèce a été décrite sous le protonyme Lepreus planimanus par Karsch en 1879. Elle est placée dans le genre Uroplectes par Pocock en 1896.

## Publications originales
- Karsch, 1879 : « Skorpionologische Beiträge. II. » Mittheilungen des Münchener Entomologischen Vereins, vol. 3, no 2, p. 97-136 (texte intégral).
- Monard, 1937 : « Scorpions, Solifuges et Opilions d'Angola. » Revue Suisse de Zoologie, vol. 44, no 13, p. 251-270 (texte intégral).